# François de Pinteville de Cernon
François de Pinteville de Cernon est un homme politique français né le 2 avril 1762 à Cernon (Marne) et décédé le 9 avril 1827 à Toul (Meurthe-et-Moselle).

## Biographie
Il est le frère de Jean-Baptiste de Pinteville de Cernon et le beau-frère de Charles-Jacques-Désiré Robin de Coulogne.
En 1780, il entre comme cadet gentilhomme dans le régiment Royal-Comtois. Lieutenant dans la garde royale en 1791, il émigre après le 10 août 1792 et ne rentre en France que sous le Directoire. 
Conseiller municipal de Meaux en 1800, commandant de la garde nationale de la ville en 1802, président du canton en 1803, il devient maire de Meaux en 1813. Il est député de Seine-et-Marne de 1822 à 1827, siégeant dans l'opposition constitutionnelle.

## Sources
- « François de Pinteville de Cernon », dans Adolphe Robert et Gaston Cougny, Dictionnaire des parlementaires français, Edgar Bourloton, 1889-1891 [détail de l’édition]